# Бюнсдорф
Бюнсдорф (нем. Bünsdorf, дат. Bynstorp) — коммуна в Германии, в земле Шлезвиг-Гольштейн. 
Входит в состав района Рендсбург-Экернфёрде. Подчиняется управлению Виттензее.  Население составляет 617 человек (данные на 31 декабря 2010 года). Занимает площадь 13,24 км².